# Semovente da 75/34
Semovente  M 42M 75/34 – włoskie działo samobieżne z okresu II wojny światowej zbudowane na podwoziu czołgu M15/42. Oryginalnie planowano, że miało używać podwozia czołgu ciężkiego P.40, ale z powodu opóźnień z powstaniem tego czołgu zdecydowano się na wykorzystanie podwozia z już istniejącej konstrukcji.